# Vahid Hambo
Vahid Hambo (* 3. Februar 1995 in Helsinki) ist ein finnischer Fußballspieler, der bei IFK Mariehamn unter Vertrag steht. Hambo ist 1,93 Meter groß.

## Karriere
Hambo begann seine Karriere beim finnischen Verein HJK Helsinki. 2012 wechselte er nach Italien zu Sampdoria Genua. 2014 wechselte er zu Tampereen Ilves, die in der Ykkönen spielen. Hambo erzielte ein Tor in fünf Spielen und wechselte zum Erstligisten Inter Turku im Dezember 2014. Hambo schoss vier Tore in sechs Spielen, bevor er sich verletzte.
Im Juli 2015 wechselte Hambo zum Brighton & Hove Albion in die Football League Championship. Nachdem er nur im Reserveteam eingesetzt worden war, wechselte er 2017 zurück nach Finnland zu SJK Seinäjoki in die Veikkausliiga.